# Paranormal Activity 2
Paranormal Activity 2 és una pel·lícula estatunidenca d'horror psicològic de 2010 dirigida per Tod Williams i escrita per Michael R. Perry i seqüela de la pel·lícula del 2009, Paranormal Activity.

## Argument
El 2006, hi ha un "robatori" a la casa de Kristi (Sprague Grayden) i Dan (Brian Boland). Cada habitació de la casa esta regirada, a excepció d'aquella que pertany a Hunter, el fill de Dan i Kristi. L'única cosa robada va ser el collaret que la germana de Kristi, Katie (Katie Featherston) li havia regalat.Dan decideix instal·lar una sèrie de càmeres de seguretat i sensors de moviment. La família comença a escoltar sorolls i veure objectes movent-se i caient.Martine, creu que hi ha esperits amb males intencions, i són ells els causants dels estranys esdeveniments, i en un intent de "netejar" la casa, crema algunes herbes, sent descoberta per Dan i Kristi. El marit l'acomiada, sense creure's el que diu Martine. Katie i Kristi conversen sobre que van ser turmentades per un dimoni quan eren nenes.
La filla de Dan, Ali (Molly Ephraim) comença a investigar sobre els successos misteriosos. Ella descobreix que és possible fer un tracte amb un dimoni, a canvi de l'ànima d'un primogènit en la família. Així mateix, verificant l'arbre genealògic, s'adona que Hunter és el primer fill baró pel costat de Katie i Kristi, almenys tres generacions. La violència continua en augment, i Kristi està més turmentada, el gos. un pastor alemany, de la família, Abby, és atacat i llançat violentament i pel que sembla pateix una convulsió. Dan i Ali porten el gos al veterinari, deixant sola a Kristi amb Hunter.
Ella va a revisar que es trobi bé el nadó i és arrossegada per una força desconeguda fins a la meitat de les escales, després torna al quart del nadó i aquesta vegada, és arrossegada fins al soterrani, on es queda durant diverses hores. Finalment, la càmera de seguretat mostra la porta del soterrani oberta i una Kristi posseïda caminant a la sala d'estar, i pujant les escales.L'endemà, Ali és a casa amb Kristi, que no s'aixeca del llit. Ali veu a l'interior de la porta del soterrani, esgarrapades i una sola paraula, Meus (del llatí, "meu"), il·legible i ratllat a la porta. Després de sentir els sorolls, Ali troba en Kristi fent cas omís de Hunter, però agressivament exigeix que no el toquin. Ali espera a crits l'arribada de Dan per explicar el sobtat canvi de caràcter de Kristi. Quan ell arriba, Ali, que va veure les cintes de seguretat de la nit anterior, li demana que li mostri les cintes per veure les imatges de l'atac de Kristi. En veure les proves, truca immediatament a Martine, qui prepara una creu per enfrontar-se al dimoni, i aconseguir que Kristi no recordi res de la seva possessió. Dan explica a Ali que li passaran el dimoni a Katie perquè Kristi i Hunter estiguin fora de perill. Ali demana que no faci alguna cosa injusta amb Katie, però Dan no té un altre remei que salvar la seva família.
Aquesta nit, quan Dan intenta utilitzar la creu contra Kristi, ella l'ataca amb violència, i tots els llums de la casa s'apaguen. Activen la visió nocturna a la seva càmera, i troba que Kristi ha desaparegut i s'ha dut a Hunter. Els mobles de tota la casa comença a bolcar-se. Dan persegueix Kristi pel soterrani, després d'uns minuts la troba i ella l'ataca. La toca amb la creu, causant que s'ensorri a terra, la càmera es descontroli i el terra comenci a cruixir.
Estranys sorolls s'escolten, fins que finalment s'aturen. La següent escena mostra a Dan posar a Kristi al llit i cremar una foto d'una jove Katie, que Micah (Micah Sloat), xicot de Katie, troba més tard a l'àtic de casa seva.
Tres setmanes més tard, Katie visita a Kristi i explica les coses estranyes que estan passant a casa seva, però no li dona massa importància. Després, es mostra el començament de la primera pel·lícula. Després va aparèixer un missatge de la pantalla que diu " Micah va morir el 8 d'octubre del 2006". Finalment, la nit del 9 d'octubre, Katie estava posseïda i encara tacada de sang de Micah, a la casa de Kristi. S'acosta per l'esquena de Dan, qui està veient la televisió, i amb un ràpid moviment, li trenca el coll, matant-ho. Kristi, qui estava dalt amb Hunter, sent passos en les escales, i després de preguntar si és Dan, veu a Katie. Només arriba a pronunciar el seu nom, ja que la seva germana l'empeny amb força sobrehumana contra la càmera, llevant-li la vida. Finalment, Katie agafa en Hunter en braços i deixa l'habitació.
En acabar l'escena, un missatge a la pantalla diu " El 12 d'octubre, després d'un passeig escolar, Ali troba els cossos de Dan Rei i Kristi Featherston. Es desconeix on estan Katie i Hunter. "

## Repartiment
- Sprague Grayden: Kristi Rey, germana petita de la Katie
- Brian Boland: Daniel Rey, l'home de la Kristi
- Molly Ephraim: Ali Rey, la filla d'en Dan
- Katie Featherston: Katie
- Micah Sloat: Micah
- Seth Ginsberg: Brad
- Vivis Cortez: Martine
- Jackson Xenia Prieto i William Juan Prieto són en Hunter Rey
- Katie Featherston
- Micah Sloat

## Música
- My Last Breath - Evanescence
- Electrical Storm - U2
- The Downfall of Us All - A Day To Remember

## Crítica
- "Si busques algun entreteniment pervers per a aquest Halloween, 'Paranormal Activity 2' és el millor joc esgarrifós de la ciutat." Peter Travers: Rolling Stone[1]
- "Rares vegades la segona pel·lícula d'una franquícia de terror és més esgarrifós que l'original, però 'Paranormal Activity 2' té més víctimes innocents i més ensurts que la seva predecessora." Claudia Puig: USA Today[1]

## Seqüela
En una entrevista amb Dread Centra, el director i productor, Oren Peli, va dir que Paramount Pictures, els va donar llum verda per iniciar la producció de Paranormal Activity 3. La pel·lícula va ser estrenada en els Estats Units, Espanya, Colòmbia, Mèxic i Brasil el 21 d'octubre del 2011. A Argentina, xilè, Bolívia i Portugal va ser el 20 d'octubre del 2011. El 19 d'Octubre va ser llançada a França, i també va comentar que tenia plantejat una nova pel·lícula de Paranormal Activity, a part de la quarta entrega titulada Paranormal Activity 2: Tokyo Night.

## La saga
- Paranormal Activity
- Paranormal Activity 2: Tokyo Night
- Paranormal Activity 3
- Paranormal Activity 4